# Пољско-шведска унија
Пољско-шведска унија (пољ. Unia polsko-szwedzka), или Шведско-пољсска унија (швед. Svensk-polska unionen), била је краткотрајна персонална унија између Државне заједнице Пољске и Литваније и Краљевине Шведске, када је Сигисмунд III Васа, краљ Пољске и велики кнез Литваније, крунисан за краља Шведске 1592. године. Послије грађанског рата 1599, изгубио је круну и вратио се у Варшаву.